# Kire Ristevski
Kire Ristevski - em macedônio, Кире Ристевски (Bitola, 22 de outubro de 1990) - é um futebolista macedônio que atua como zagueiro. Atualmente joga pelo Struga .